# Liste der Baudenkmäler in Vilseck

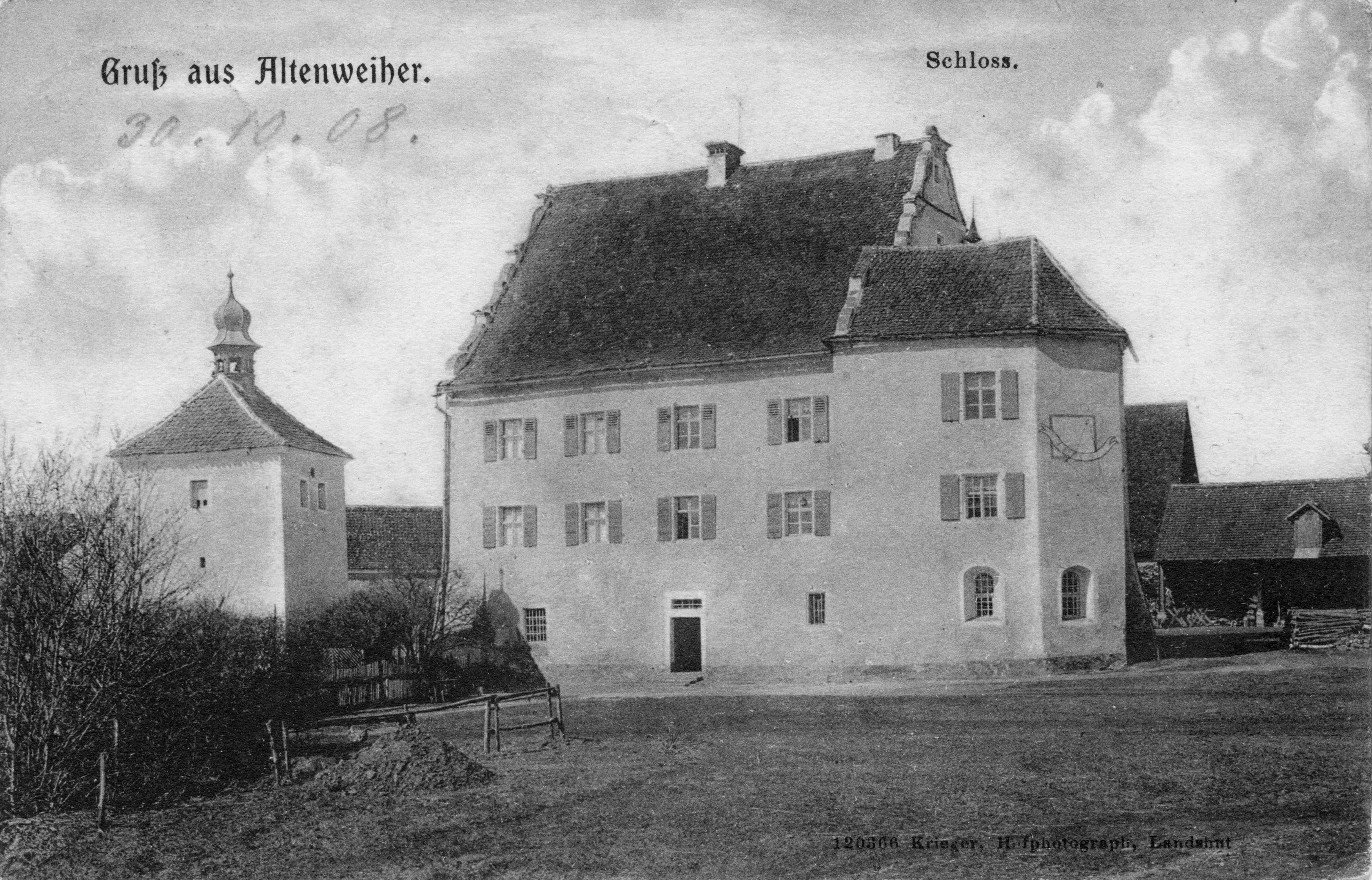
Altenweiher, Hammerschloss mit Glockenturm

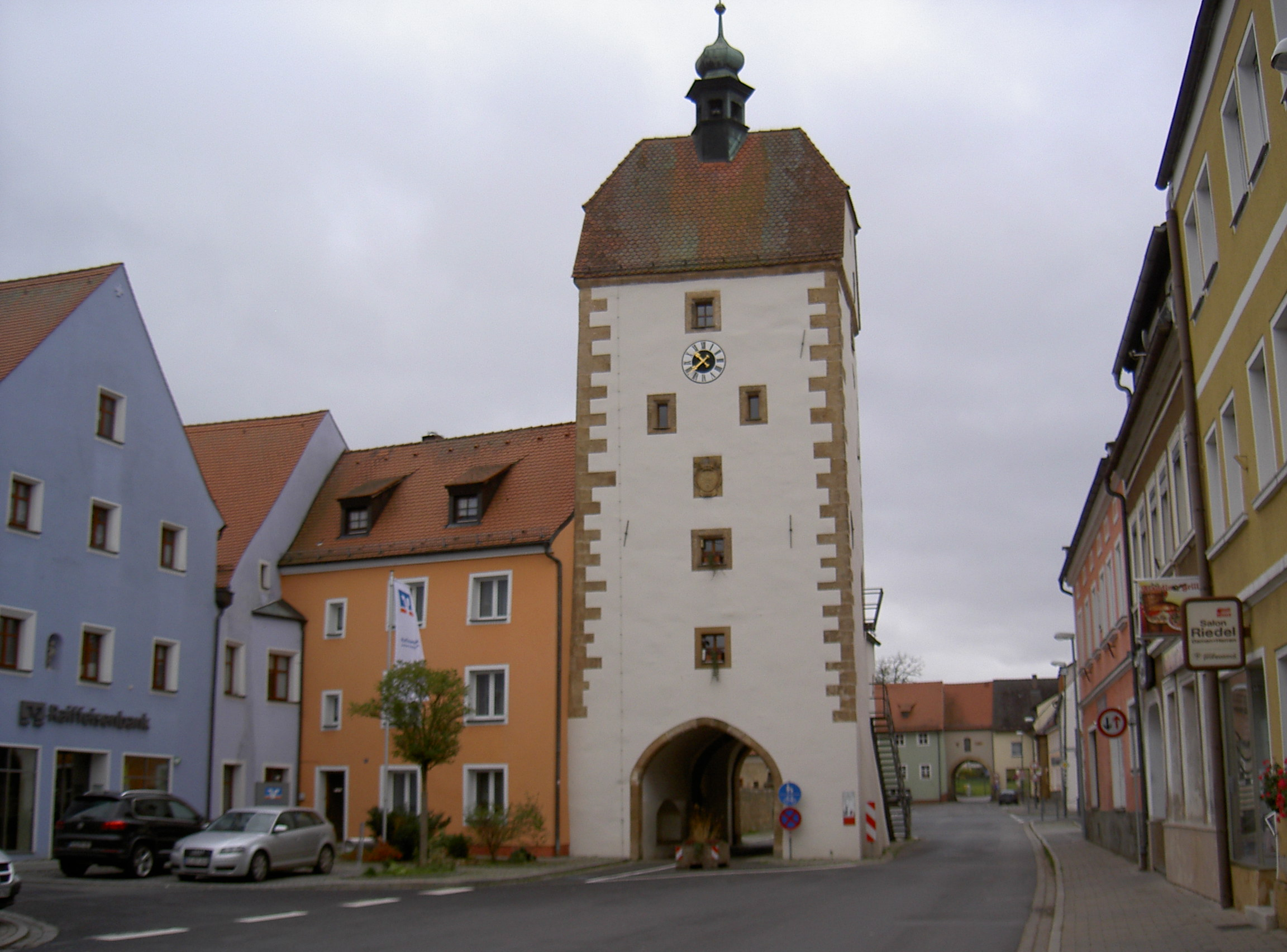
Altstadt

Auf dieser Seite sind die Baudenkmäler in der Oberpfälzer Stadt Vilseck zusammengestellt. Diese Tabelle ist eine Teilliste der Liste der Baudenkmäler in Bayern. Grundlage ist die Bayerische Denkmalliste, die auf Basis des Bayerischen Denkmalschutzgesetzes vom 1. Oktober 1973 erstmals erstellt wurde und seither durch das Bayerische Landesamt für Denkmalpflege geführt wird. Die folgenden Angaben ersetzen nicht die rechtsverbindliche Auskunft der Denkmalschutzbehörde.

## Ensembles

### Ensemble Altstadt Vilseck
Die Stadtanlage von Vilseck wird durch zwei bauliche Exponenten bestimmt, die sich wie Pole gegenüberstehen, die Burg im Osten und die Pfarrkirche St. Ägidius im Südwesten. Zwischen beiden breitet sich die ab 1331 mit einer Mauer bewehrte Kernstadt hin, an welche im Spätmittelalter südöstlich und westlich Vorstädte angefügt wurden.

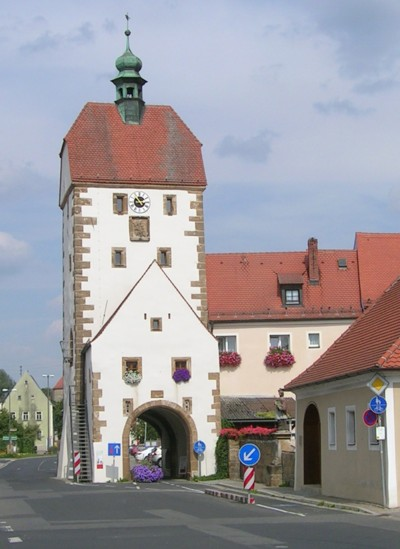
Sogenannter Vogelturm

Die Burg war Herrschaftsmittelpunkt der oberpfälzischen Besitzungen des Hochstifts Bamberg; sie wurde hier errichtet, weil Vilseck zentral liegt und einer der ersten bambergischen Oberpfalz-Orte ist, der bereits seit 1008 zum Hochstift gehörte. Ob die älteste Siedlung bei der Kirche gelegen war, ist ungewiss. Jedenfalls wurde nach Errichtung der Burg zwischen dieser und dem Kirchenbereich das städtische Gebilde angelegt, wahrscheinlich im frühen 14. Jahrhundert.
Der Stadtgrundriss ist von klarer Einfachheit durch die Einbeschreibung eines T-förmigen Straßengebildes. Ein sich trichterförmig erweiternder Marktplatz erstreckt sich vom westlichen Obertor bis zu einer Querachse, welche die ganze Stadt durchschneidet, die Herrengasse und die Breite Gasse; von hier aus führt die schmale Schlossgasse zum Schloss, und die Froschau-Straße zum Untertor und zur Vorstadt Froschau.
Die in der äußersten südwestlichen Stadtmauerecke stehende Stadtpfarrkirche wird durch die beiden mauerparallelen Straßen der Klostergasse und der Kirchgasse erschlossen, auf welche sich der barocke Portalrisalit der Kirche ausrichtet. In Achsenfortsetzung des Marktplatzes wurde nach Westen die Vorstadt angefügt, welche ihre klare Begrenzung am Abhang vor dem Bachlauf erhielt. Die südöstliche Vorstadt an der Froschau wurde um einen dreiecksförmigen Angerplatz gruppiert und die Bebauung dann jeweils nach Bedarf in südlicher Richtung in das Wiesen- und Weihergelände hinein fortgeführt.
Die Bebauung sowohl in der Kernstadt als auch in den Vorstädten ist vorwiegend zweigeschossig und traufseitig. Die Stadtbefestigung ist in Resten erkennbar, die ringsum schützenden Weiher sind aufgelassen; das städtebauliche Zentrum des an der Nahtstelle von Marktplatz und Herrengasse freistehenden Rathauses wurde abgebrochen. Die neuzeitliche Bebauung des Grabengebietes erfolgte bedauerlicherweise ohne Sinnzusammenhang und Hinordnung auf ein bis zum heutigen Tage eindrucksvolles Altstadtgebilde.
Aktennummer: E-3-71-156-1

## Stadtbefestigung
| Lage                     | Objekt                                       | Beschreibung | Akten-Nr.     | Bild                               |
| ------------------------ | -------------------------------------------- | --- | ------------- | ---------------------------------- |
| (Standort)               | Stadtbefestigung                             | Zwischen 1332 und 1380 auf Anweisung von Bischof Werntho Schenk von Reicheneck in Form eines unregelmäßigen Fünfecks mit Anschluss an die Burgbefestigung erbaut, mit Wehrgang, 13 Türmen und 4 Stadttoren: - Vilstor, - Schwarzes Tor, - Untertor - Obertor Ab 1430 niedere Zwingermauer; erhaltene Teile im Außenbereich der Stadtpfarrkirche Siehe auch: - Froschau 14, - Herrengasse 8, - Kirchgasse 12, - Klostergasse 11, - Marktplatz 23, - Vorstadt-Hafnertor | D-3-71-156-1  | weitere Bilder                     |
| Marktplatz 23 (Standort) | Stadttor, sogenannter Vogelturm oder Obertor | Mehrgeschossiger Torturm aus verputztem Bruchsteinmauerwerk, mit Halbwalmdach, Zwiebeldachreiter und Eckquadern, 1466, Torwappenschild bezeichnet mit „1727“, südwestlicher, zweigeschossiger Vorbau mit Satteldach bezeichnet mit „1568“ | D-3-71-156-52 | weitere Bilder                     |
| Vorstadt 11 (Standort)   | Vorstadttor, sogenanntes Hafnertor           | Zweigeschossiger Torturm mit Satteldach, Rundbogendurchfahrt, Sandsteingliederung und eingelassenen Wappensteinen, wohl 16. Jahrhundert | D-3-71-156-55 | Vorstadttor, sogenanntes Hafnertor |

## Baudenkmäler nach Ortsteilen

### Vilseck
| Lage                                                        | Objekt | Beschreibung | Akten-Nr.     | Bild |
| ----------------------------------------------------------- | --- | --- | ------------- | --- |
| Bahnhofstraße (Standort)                                    | Wegkreuz | Gusseisen, auf Kalksteinsockel, zweite Hälfte 19. Jahrhundert | D-3-71-156-63 | BW |
| Bahnhofstraße 11 (Standort)                                 | Ehemaliges Ackerbürgerhaus | Zweigeschossiger Putzbau mit Satteldach, 19. Jahrhundert, mit Fachwerkgiebel und überdachtem Balkon, um 1900 | D-3-71-156-4  | BW |
| Bahnhofstraße 13 (Standort)                                 | Ehemaliges Ackerbürgerhaus | Zweigeschossiger, verputzter Bruchsteinbau mit Krüppelwalm und rückwärtig angebauter Laube, Anfang 19. Jahrhundert | D-3-71-156-5  | BW |
| Breite Gasse 1 (Standort)                                   | Ehemaliges Färberhaus | Zweigeschossiger und zweiflügeliger, verputzter Massivbau in Ecklage, mit Torspion, Wappenstein sowie erneuertem Dachüberstand mit Tuchtrockenrost, bezeichnet mit „1825“ | D-3-71-156-6  | weitere Bilder |
| Breite Gasse 3 (Standort)                                   | Ehemaliges Ackerbürgerhaus | Zweigeschossiger, traufständiger und verputzter Massivbau mit Satteldach, Korbbogentor, profilierten Faschen und Metzgerwappen, bezeichnet mit „1825“ | D-3-71-156-7  | Ehemaliges Ackerbürgerhaus |
| Breite Gasse 6 (Standort)                                   | Ehemaliges Ackerbürgerhaus | Zweigeschossiger, verputzter Massivbau in Ecklage, mit Krüppelwalmdach, im Kern 17. Jahrhundert | D-3-71-156-8  | BW |
| Breite Gasse 7 (Standort)                                   | Ehemaliges Ackerbürgerhaus | Zweigeschossiger, traufständiger Massivbau mit Satteldach, Korbbogentor, einfacher Putzdekoration und Torspion, bezeichnet mit „1825“ | D-3-71-156-9  | Ehemaliges Ackerbürgerhaus |
| Breite Gasse 8 (Standort)                                   | Ehemaliges Ackerbürgerhaus | Zweigeschossiger, giebelständiger und verputzter Massivbau mit Krüppelwalmdach, im Kern 17. Jahrhundert Mit stichbogigem Hoftor | D-3-71-156-10 | BW |
| Breite Gasse 9 (Standort)                                   | Ehemaliges Ackerbürgerhaus | Zweigeschossiger, traufständiger und verputzter Massivbau mit Satteldach, Korbbogentor, einfacher Putzgliederung und Torspion, erste Hälfte 19. Jahrhundert | D-3-71-156-11 | Ehemaliges Ackerbürgerhaus |
| Breite Gasse 11 (Standort)                                  | Ehemaliges Ackerbürgerhaus | Zweigeschossiger, traufständiger und verputzter Massivbau mit Satteldach, Korbbogentor, einfacher Putzgliederung, 19. Jahrhundert, mit Nischenfigur des heiligen Antonius von Padua mit Jesuskind | D-3-71-156-12 | Ehemaliges Ackerbürgerhaus |
| Breite Gasse 15 (Standort)                                  | Ehemaliger Gasthof | Zweigeschossiger, verputzter Massivbau in Ecklage, mit Halbwalmdach, Sandsteingliederung und -portal sowie Figurennische, 17./18. Jahrhundert | D-3-71-156-13 | Ehemaliger Gasthof |
| Breite Gasse 16 (Standort)                                  | Ehemaliges Ackerbürgerhaus | Zweigeschossiger, verputzter Massivbau in Ecklage, mit Krüppelwalmdach, 18. Jahrhundert | D-3-71-156-14 | Ehemaliges Ackerbürgerhaus |
| Dippelgasse 2 (Standort)                                    | Ehemaliges Ackerbürgerhaus | Zweigeschossiger, verputzter Massivbau mit Satteldach, 19. Jahrhundert | D-3-71-156-15 | BW |
| Froschau (Standort)                                         | Pietà | Überlebensgroße Figuren auf Steinpostament, 1903; ursprünglich am Kirchplatz aufgestellt | D-3-71-156-16 | Pietà |
| Froschau 7 (Standort)                                       | Ehemalige Burghut, sogenannter Bärnhof | Zweigeschossiger, verputzter Bruchsteinbau mit Satteldach, teils geohrten Werksteinfaschen, Putzbänderung und Nischenfigur, innen bezeichnet mit „1591“ Mit Einfriedung | D-3-71-156-17 | weitere Bilder |
| Froschau 9 (Standort)                                       | Wohnhaus | Eingeschossiger, traufständiger und verputzter Massivbau mit einseitig abgewalmtem Satteldach, im Kern 16./17. Jahrhundert | D-3-71-156-18 | BW |
| Froschau 10 (Standort)                                      | Ehemaliges Ackerbürgerhaus | Zweigeschossiger, verputzter Massivbau in Ecklage, mit einseitig abgewalmtem Satteldach, Korbbogentor und einfacher Fassadengliederung, nach 1825 | D-3-71-156-19 | Ehemaliges Ackerbürgerhaus |
| Froschau 12 (Standort)                                      | Wohnhaus | Zweigeschossiger, verputzter Massivbau mit einseitig abgewalmtem Satteldach, bezeichnet mit „1825“ | D-3-71-156-20 | weitere Bilder |
| Froschau 14 (Standort)                                      | Bürgerspital | Zweigeschossiger, verputzter Massivbau mit Walmdach und Fassadengliederung mit geohrten Faschen und Brüstungsfeldern, Gründung der Spitalstiftung 1475, Neubau bezeichnet mit „1725“, Umbau 1858; an die ehemalige Stadtmauer angebaut | D-3-71-156-21 | weitere Bilder |
| Grabenstraße 1 (Standort)                                   | Ehemaliges Zollhaus und Stadtwächterwohnung | Eingeschossiger, verputzter Massivbau mit Walmdach, 17. Jahrhundert | D-3-71-156-23 | weitere Bilder |
| Grabenstraße 1 (Standort)                                   | Sandsteinfigur hl. Johannes von Nepomuk | Auf Postament, bezeichnet mit „1720“; ehemals auf der Stadtgrabenbrücke | D-3-71-156-60 | weitere Bilder |
| Grabenstraße 20 (Standort)                                  | Wohnhaus | Zweigeschossiger, verputzter Massivbau mit Halbwalmdach, von Halbsäulen gestütztem Erker, Gaube und geschnitzter Tür, um 1910 | D-3-71-156-24 | Wohnhaus |
| Herrengasse 1 (Standort)                                    | Wohnhaus | Dreigeschossiger, traufständiger Massivbau mit Satteldach und Putzgliederung, letztes Viertel 19. Jahrhundert | D-3-71-156-25 | Wohnhaus |
| Herrengasse 2 (Standort)                                    | Hofanlage, sogenannter Hammerhof | Wohnhaus, sogenanntes Bäcker-Michl-Haus, zweigeschossiger, verputzter Massivbau mit Walmdach, Rundbogentor und profilierten Fensterrahmungen, um 1600, Dachstuhl 1795 (dendrochronologisch datiert) Stallanbau, zweigeschossiger Massivbau mit Satteldach Stadel, eingeschossiger Satteldachbau mit Fachwerkgiebel Hofmauer | D-3-71-156-26 | Hofanlage, sogenannter Hammerhof |
| Herrengasse 4 (Standort)                                    | Hausmadonna | Immaculata, 18. Jahrhundert | D-3-71-156-27 | BW |
| Herrengasse 7 (Standort)                                    | Ehemaliges Ackerbürgerhaus | Zweigeschossiger, traufständiger und verputzter Massivbau mit Satteldach, Torspion und einfacher Putzgliederung mit teilweise geohrten Faschen, bezeichnet mit „1714“, mit Fassadenfigur des heiligen Johannes von Nepomuk | D-3-71-156-29 | weitere Bilder |
| Herrengasse 8 (Standort)                                    | Ehemaliges Haupttor, sogenanntes Vils- oder Weihertor | Fünfgeschossiger Torturm aus verputztem Bruchsteinmauerwerk, mit Pyramidendach sowie Wappenschild des Hochstifts Bamberg und des Bischofs Lampert von Brunn, 1375, Zusetzung 1436 Ehemaliges Burgguthaus, von 1745 bis 1756 und von 1765 bis 1802 Amtssitz des Hochstiftisch Bambergischen Pflegers, dreigeschossiger, zweiflügeliger und verputzter Massivbau mit Satteldach und Putzgliederung, nach 1740 erneuert | D-3-71-156-30 | weitere Bilder |
| Herrengasse 9 (Standort)                                    | Ackerbürgerhaus | Zweigeschossiger, verputzter Massivbau mit Satteldach, geohrten Faschen und Stichbogenportal, im Kern 18. Jahrhundert | D-3-71-156-31 | Ackerbürgerhaus |
| Kirchgasse ()                                               | Kriegerdenkmal für die Gefallenen der Kriege 1866, 1870/71 und beider Weltkriege                                                                         | dreiteiliger Aufbau mit Inschriftentafeln, bekrönt von Figurengruppe mit Madonna, Stein | D-3-71-156-99 | |
| Kirchgasse 2 (Standort)                                     | Ehemaliges Ackerbürgerhaus | Zweigeschossiger, verputzter Massivbau mit Satteldach und Korbbogentor, bezeichnet mit „1821“ | D-3-71-156-33 | weitere Bilder |
| Kirchgasse 5 (Standort)                                     | Gasthaus | Zweigeschossiger, traufständiger und verputzter Massivbau mit einseitig halb abgewalmtem Satteldach, 19. Jahrhundert | D-3-71-156-34 | Gasthaus |
| Kirchgasse 12 (Standort)                                    | Ehemaliges Gasthaus | Zweigeschossiger, traufständiger und verputzter Massivbau mit Satteldach und Korbbogentor, 17. Jahrhundert Zugehöriger Stadel | D-3-71-156-35 | Ehemaliges Gasthaus |
| Kirchgasse 13 (Standort)                                    | Katholische Pfarrkirche St. Ägidius | Wandpfeilerkirche, verputzter Massivbau mit Walmdach, Sandsteingliederung und Portalrisalit, mit eingezogenem, fünfseitig geschlossenem, gotischem Chor mit Strebepfeilern und Spitzbogenfenstern, „1407“ (bezeichnet) -12, und gotischem Turm auf romanischem Kern, 1630/31 in die heutige Form gebracht, der eingezogene Spitzhelm 1819 letztmals verändert, Neubau des zentralisierenden Langhauses mit abgeschrägten Westecken nach Plänen von Johann Jakob Michael Küchel, 1751–53, bezeichnet mit „1752“, am Außenbau Nischenfigur des Geißelheilands, 18. Jahrhundert, sowie Kruzifix mit Assistenzfiguren und Ölbergrelief, um 1500; mit Ausstattung. Im Januar 2013 Feuerschäden im Kircheninneren (vor allem Kanzel weitgehend zerstört); nach Renovierungsarbeiten konnte die Kirche im April 2015 wieder in Betrieb genommen werden. | D-3-71-156-32 | weitere Bilder |
| Kirchgasse 16 (Standort)                                    | Frühmesshaus | Zweigeschossiger Satteldachbau in Ecklage, mit Fachwerkgiebel, Rundbogentor, Figurennische, Putzdekoration sowie südlich angeschlossenem, abgewinkeltem Wirtschaftstrakt, 1707 | D-3-71-156-36 | Frühmesshaus |
| Klostergasse 7 (Standort)                                   | Ehemaliges Ackerbürgerhaus | Zweigeschossiger, giebelständiger und verputzter Massivbau mit Satteldach, rückseitig mit Krüppelwalm, und gotischer Türlaibung, 16./17. Jahrhundert Hofmauer mit Rundbogentor | D-3-71-156-40 | Ehemaliges Ackerbürgerhaus |
| Klostergasse 8, 10 (Standort)                               | Ehemaliges Pfarr- und Kaplanhaus | aus zwei zweigeschossigen, giebelständigen und firstparallelen Massivbauten mit Satteldach bestehende Anlage, im Kern 15. Jahrhundert: westlicher Bauteil in Ecklage, mit teilweise geohrten Faschen, Umbauten um 1582 und 1738/39 (jeweils dendrochronologisch datiert); östlicher Bauteil, nördlich mit Fachwerkgiebel, Umbau 1618 (dendrochronologisch datiert); östlich angeschlossener Ökonomietrakt, zweigeschossiger, verputzter Satteldachbau, wohl 18. Jahrhundert | D-3-71-156-42 | Ehemaliges Pfarr- und Kaplanhaus |
| Klostergasse 9 (Standort)                                   | Flügel des ehemaligen Kapuzinerkloster, von 1725 bis 1803 Kapuzinerhospiz                                                                                | Zweigeschossiger, verputzter Massivbau mit Frackdach, 1725; mit Ausstattung; an die mittelalterliche Stadtmauer angebaut Nebengebäude, eingeschossiger, verputzter Massivbau mit Satteldach Einfriedungsmauer mit Rundbogentoren, bezeichnet mit „1805“, der nördliche Teil nach Süden versetzt | D-3-71-156-41 | weitere Bilder |
| Klostergasse 11 (Standort)                                  | Ehemaliges Benefiziumsgebäude | Zweigeschossiger, verputzter Massivbau über Sockelgeschoss, mit Walmdach und Eingangsvorbau mit Treppenzugang, 1911 Zugehörig Torturm, sogenanntes Schwarzes Tor mit Teil der ehemaligen Stadtmauer, zweigeschossiger Bruchsteinbau mit Walmdach, Teile 12. Jahrhundert, Obergeschoss 14. Jahrhundert Einfriedungsmauer, wohl 1911 | D-3-71-156-43 | weitere Bilder |
| Marktplatz 4 (Standort)                                     | Gasthof | Zweigeschossiger, giebelständiger und verputzter Massivbau mit Krüppelwalmdach, bezeichnet mit „1577“ | D-3-71-156-45 | Gasthof |
| Marktplatz 6 (Standort)                                     | Wohnhaus | Zweigeschossiger, giebelständiger und verputzter Massivbau mit Satteldach und Rundbogentor, 16./17. Jahrhundert | D-3-71-156-46 | Wohnhaus |
| Marktplatz 8 (Standort)                                     | Wohnhaus | Zweigeschossiger, verputzter Massivbau mit Frackdach, im Kern 16./17. Jahrhundert, bezeichnet mit „1767“ | D-3-71-156-47 | Wohnhaus |
| Marktplatz 11 (Standort)                                    | Ehemaliges Ackerbürgerhaus | Zweigeschossiger, traufständiger und verputzter Massivbau mit Satteldach, Kniestock, geohrten Faschen und Rundbogentor mit Zweiflügeltür, 18. Jahrhundert | D-3-71-156-48 | Ehemaliges Ackerbürgerhaus |
| Marktplatz 15 (Standort)                                    | Wohnhaus | Zweigeschossiger, traufständiger Sandsteinquaderbau mit Satteldach, Kniestock und einfacher Fassadengliederung, nach 1864 | D-3-71-156-49 | Wohnhaus |
| Marktplatz 20 (Standort)                                    | Wohnhaus, sogenanntes Wünnenberghaus | Zweigeschossiger, traufständiger und verputzter Massivbau mit Satteldach, Erker und Stichbogenportal, bezeichnet mit „1598“, reiche Fassadendekoration der Renaissance und des Barock | D-3-71-156-50 | Wohnhaus, sogenanntes Wünnenberghaus |
| Marktplatz 22 (Standort)                                    | Ehemaliges Ackerbürgerhaus | Zweigeschossiger, traufständiger und verputzter Massivbau mit Satteldach und Rundbogentor mit Zweiflügeltür, 18./19. Jahrhundert | D-3-71-156-51 | Ehemaliges Ackerbürgerhaus |
| Schlichter Straße 6 (Standort)                              | Stadelreihe | Sechs eingeschossige Satteldachbauten in geschlossener Reihe, der nordöstliche mit halb abgewalmtem Dach, bezeichnet mit „1826“, teilweise älter, die beiden südwestlichen Stadel nach 1835 | D-3-71-156-97 | BW |
| Schlichter Straße 19 (Standort)                             | Ehemalige katholische Nebenkirche St. Leonhard, seit 1890 katholische Filialkirche Maria Hilf                                                            | Saalbau, verputzter Massivbau mit Walmdach, eingezogenem, fünfseitig geschlossenem Chor und Zwiebeldachreiter, um 1505/06; mit Ausstattung | D-3-71-156-53 | BW |
| Schloßgasse 6, 8 (Standort)                                 | Burg Dagestein, ehemaliges Schloss und Amtssitz des Hochstiftisch Bambergischen Pflegamts Vilseck, bis 1745 Residenz des Pflegers, dann Getreidespeicher | Um unregelmäßig polygonalen Innenhof gruppierte mittelalterliche Anlage, wohl Mitte 12. Jahrhundert angelegt, 1190 erstmals urkundlich genannt, wenige Reste der mittelalterlichen Ringmauer erhalten, Umbauten Anfang des 13. und des 15. Jahrhunderts, umfangreiche Neubauten durch Paul Meyer und Justus Heinrich Dientzenhofer, 1728–32 Bergfried, zwei Untergeschosse um 1200, im 14. Jahrhundert aufgestockt, mit Zeltdach Zehentkasten, dreigeschossiger Bruchsteinbau mit Satteldach, im Kern wohl 1495–1505, Umbau zu Zeughaus wohl 1625–32, weitere Umbauten 1701/02, 1728–32, 1794/95 und 1823 Stadel, dreigeschossiger Bruchsteinbau mit Halbwalmdach, bezeichnet mit „1839“ Südostflügel mit Speicherbau, zweigeschossiger, weitgehend verputzter Massivbau mit Satteldach, 1728–32; den Bergfried umschließend Torbau, dreigeschossiger, verputzter Massivbau mit Satteldach und Rundbogendurchfahrt, 1728–32, Umbauten frühes 20. Jahrhundert | D-3-71-156-54 | weitere Bilder |
| Vorstadt 3 (Standort)                                       | Wohnhaus | Zweigeschossiger, traufständiger und verputzter Massivbau mit Satteldach und Sandsteingliederung, nach 1860 | D-3-71-156-56 | Wohnhaus |
| Vorstadt 5 (Standort)                                       | Wohnhaus | Zweigeschossiger, traufständiger und verputzter Massivbau mit Satteldach und Korbbogentor mit Zweiflügeltür, bezeichnet mit „1753“ | D-3-71-156-57 | BW |
| Vorstadt 6 und 10 (Standort)                                | Ehemaliges Ackerbürgerhaus | Zweigeschossiger traufständiger Sandsteinquaderbau mit abgewalmten Satteldach, Toreinfahrt und Torspion, bezeichnet mit „S C 1778“ Rückgebäude und Scheune, 2. Hälfte 18. Jahrhundert | D-3-71-156-58 | Ehemaliges Ackerbürgerhaus |
| Vorstadt 11 (Standort)                                      | Wohnhaus | Zweigeschossiger Satteldachbau, massiv mit steinernen Tür- und Fensterlaibungen, 17. Jahrhundert Rückgebäude, zweigeschossiger Satteldachbau mit Laubengang, gleichzeitig | D-3-71-156-59 | BW |
| Werkvolksiedlung 1 (Standort)                               | Leichenhaus | Eingeschossiger, zweiflügeliger und verputzter Massivbau mit Walm- und Satteldach, Vorhalle mit Dachreiter, bezeichnet mit „1909“, am Giebel Kruzifix, Stein Friedhofskreuz, Bronze Friedhofskreuz, Metall und Stein, 19./20. Jahrhundert | D-3-71-156-62 | BW |
| Ziegelanger (Standort)                                      | Stadel | Eingeschossiger Bruchsteinbau mit Krüppelwalmdach und Fachwerkgiebel, 18./19. Jahrhundert | D-3-71-156-3  | BW |
| An der hohen Straße (an der Straße nach Sorghof) (Standort) | Marienkapelle, sogenannte Tannenbaumkapelle | Verputzter Massivbau mit Satteldach, 19./20. Jahrhundert | D-3-71-156-61 | [[Vorlage:Bilderwunsch/code!/C:49.61858,11.78971!/D:An der hohen Straße (an der Straße nach Sorghof), Marienkapelle, sogenannte Tannenbaumkapelle!/\|BW]] |

### Axtheid
| Lage                                                                                  | Objekt                                               | Beschreibung | Akten-Nr.     | Bild |
| ------------------------------------------------------------------------------------- | ---------------------------------------------------- | --- | ------------- | --- |
| Axtheid 1 (Standort)                                                                  | Bauernhaus                                           | Wohnstallbau, eingeschossiger, verputzter Massivbau mit Halbwalmdach, 18. Jahrhundert | D-3-71-156-65 | Bauernhaus |
| Axtheid 3, 5 (Standort)                                                               | Ehemalige Burghut, sogenanntes Schlössl, Parallelhof | Zweigeschossiger, verputzter Massivbau mit Halbwalmdach, Treppenturm mit Fachwerkobergeschoss und Zeltdach, zweite Hälfte 16. Jahrhundert erbaut, Umgestaltungen erste Hälfte 17. Jahrhundert, 1686 und nach 1700 Zweigeschossiger Massivbau mit Walmdach, bezeichnet mit „1799“ | D-3-71-156-22 | Ehemalige Burghut, sogenanntes Schlössl, Parallelhof                                                                                              |
| Lohweg (Standort)                                                                     | Wegkreuz                                             | Gusseisern, auf Sandsteinsockel, 2. Hälfte 19. Jahrhundert | D-3-71-156-67 | Wegkreuz |
| Axtheider Äcker (an der Straße von Axtheid nach Ebersbach bei Finkenmühle) (Standort) | Bildstock                                            | Sandsteinpfeiler mit Laterne und bekrönendem gusseisernem Kreuz, bezeichnet mit „1890“ | D-3-71-156-64 | [[Vorlage:Bilderwunsch/code!/C:49.60651,11.82764!/D:Axtheider Äcker (an der Straße von Axtheid nach Ebersbach bei Finkenmühle), Bildstock!/\|BW]] |

### Axtheid-Berg
| Lage                                    | Objekt                                     | Beschreibung | Akten-Nr.     | Bild |
| --------------------------------------- | ------------------------------------------ | --- | ------------- | ---- |
| (Standort)                              | Feldkreuz                                  | Gusseisern auf Kalksteinsockel, bezeichnet mit „1883“ | D-3-71-156-71 | BW   |
| Bergstraße 1 (Standort)                 | Kapellenbildstock                          | Kleiner Satteldachbau mit Segmentbogennische und Darstellung der Hl. Familie, 18. Jahrhundert | D-3-71-156-70 | BW   |
| Bergstraße 1 (Standort)                 | Katholische Wallfahrtskirche Kreuzerhöhung | Saalbau, teils verputzter Massivbau mit Satteldach und eingezogenem, dreiseitig geschlossenem Chor, Dachreiter mit Spitzhelm und Sandsteingliederung, errichtet 1823–27, 1849–62 Erweiterung des Langhauses, 1872 verändert, nordöstlich mit Heiligem Grab; mit Ausstattung Kreuzweg, 14 Sandsteinpfeiler mit Laternen und Reliefs, um 1840, die 13. Station bezeichnet mit „1848“ Lindenallee, 18. Jahrhundert | D-3-71-156-68 | BW   |
| Lindenstraße 1, Sandstraße 2 (Standort) | Felsenkellersystem                         | Mehrteilige und labyrinthartige Anlage mit mehreren Eingängen, in Sandstein gehauene Gewölbegänge, wohl 16.–19. Jahrhundert, bezeichnet mit „1779“ | D-3-71-156-98 | BW   |

### Ebersbach
| Lage                               | Objekt          | Beschreibung                                                                                            | Akten-Nr.     | Bild |
| ---------------------------------- | --------------- | --- | ------------- | ---- |
| Ebersbach 14 (Standort)            | Bildstock       | Steinpfeiler mit Laterne und Dreifaltigkeitsbild, bekrönt von gusseisernem Kreuz, bezeichnet mit „1893“ | D-3-71-156-74 | BW   |
| Ebersbach 2 (Standort)             | Bildstock       | Steinpfeiler mit Laterne, bekrönt von gusseisernem Kreuz, bezeichnet mit „1889“                         | D-3-71-156-73 | BW   |
| Doppellohe; Wasenbüsche (Standort) | Zwei Bildstöcke | Steinpfeiler mit Laternen, der westliche bekrönt von gusseisernem Kreuz, zweite Hälfte 19. Jahrhundert  | D-3-71-156-72 | BW   |

### Heringnohe
| Lage                    | Objekt                              | Beschreibung | Akten-Nr.     | Bild                                |
| ----------------------- | ----------------------------------- | --- | ------------- | ----------------------------------- |
| Heringnohe 1 (Standort) | Ehemaliges Hammergut; Hammerschloss | Dreigeschossiger, verputzter Massivbau mit Krüppelwalmdach, Blendnischengliederung und teils geohrten und profilierten Gewänden, um 1530, an der Südseite Wappenstein, bezeichnet mit 168(.) Katholische Kapelle St. Laurentius, verputzter und dreiseitig geschlossener Massivbau mit Satteldach und Dachreiter, 18./19. Jahrhundert; mit Ausstattung Gesindehaus, zweigeschossiger Sandsteinquaderbau mit Satteldach, Gurtgesims und teils geohrten Gewänden, 18./19. Jahrhundert | D-3-71-156-75 | Ehemaliges Hammergut; Hammerschloss |

### Heroldsmühle
| Lage                      | Objekt        | Beschreibung | Akten-Nr.     | Bild |
| ------------------------- | ------------- | --- | ------------- | ---- |
| Heroldsmühle 1 (Standort) | Marienkapelle | Verputzter Massivbau mit Satteldach, Dreiseitschluss und Zwiebeldachreiter, bezeichnet mit „1896“; mit Ausstattung | D-3-71-156-76 | BW   |

### Hohenzant
| Lage                     | Objekt     | Beschreibung                     | Akten-Nr.     | Bild |
| ------------------------ | ---------- | -------------------------------- | ------------- | ---- |
| Hohenzant 2 a (Standort) | Holzaltane | 1859; am Stall des Vierseithofes | D-3-71-156-79 | BW   |

### Neuhammer
| Lage                   | Objekt        | Beschreibung                                             | Akten-Nr.     | Bild |
| ---------------------- | ------------- | -------------------------------------------------------- | ------------- | ---- |
| Neuhammer 1 (Standort) | Marienkapelle | Verputzter Massivbau mit Satteldach, 19./20. Jahrhundert | D-3-71-156-80 | BW   |

### Schlicht
| Lage                          | Objekt                                 | Beschreibung | Akten-Nr.     | Bild           |
| ----------------------------- | -------------------------------------- | --- | ------------- | -------------- |
| Am Anger 1 (Standort)         | Ehemaliges Bauernhaus                  | Zweigeschossiger, verputzter Massivbau mit Satteldach, über der Tür bezeichnet mit „1793“ | D-3-71-156-87 | BW             |
| Amberger Straße 40 (Standort) | Bauernhof                              | Bauernhaus, zweigeschossiger, verputzter Massivbau mit Halbwalmdach, 19. Jahrhundert; Stadel, zweigeschossiger, verputzter Massivbau mit Satteldach, 18. Jahrhundert                                                                                | D-3-71-156-84 | BW             |
| Galgenweg (Standort)          | Steinfigur des heiligen Johann Nepomuk | 18. Jahrhundert, mit reliefiertem Sockel, 15. Jahrhundert | D-3-71-156-90 | BW             |
| Marktplatz 35 (Standort)      | Gasthaus Roter Hahn                    | Zweigeschossiger, langgestreckter und verputzter Massivbau mit einseitig halb abgewalmtem Satteldach, Sohlbankgesims, Figurennischen und Stichbogenlaibungen, bezeichnet mit „1866“                                                                 | D-3-71-156-88 | BW             |
| Marktplatz 36 (Standort)      | Gasthaus zum Weißen Rößl               | Zweigeschossiger, verputzter Massivbau mit einseitig abgewalmtem Satteldach, Stichbogentor, Sohlbankgesims und Figurennische, 18. Jahrhundert | D-3-71-156-85 | BW             |
| Marktplatz 43 (Standort)      | Kapelle Hl. Johannes von Nepomuk       | Sandsteinquaderbau mit einseitig vorkragendem Walmdach, Nischenfigur und Zwiebeldachreiter, 1732; mit Ausstattung | D-3-71-156-82 | weitere Bilder |
| Pfarrgasse 3 (Standort)       | Ehemaliges Bauernhaus                  | Zweigeschossiger Satteldachbau mit rundbogigem Türgewände und verputztem Fachwerk-Obergeschoss, um 1750 (dendrochronologisch datiert), massives Erdgeschoss älter                                                                                   | D-3-71-156-83 | BW             |
| Pfarrgasse 6 (Standort)       | Katholische Pfarrkirche St. Georg      | Saalbau, verputzter Massivbau mit Walmdach und Sandsteinportal, Untergeschoss des Turmes romanisch, eingezogener, fünfseitig geschlossener Chor und Turmaufbau um 1400, Erneuerung des Langhauses und Zwiebelhaube des Turmes 1734; mit Ausstattung | D-3-71-156-81 | weitere Bilder |
| Vilstalstraße 1 (Standort)    | Wohnhaus                               | Zweigeschossiger, verputzter Sandsteinbau mit Walmdach und einfacher Putzgliederung, 18. Jahrhundert | D-3-71-156-89 | BW             |

### Seiboldsricht
| Lage                        | Objekt    | Beschreibung                                                  | Akten-Nr.     | Bild |
| --------------------------- | --------- | ------------------------------------------------------------- | ------------- | ---- |
| In Seiboldsricht (Standort) | Wegkreuz  | Gusseisenkreuz auf Kalksteinsockel, 1877                      | D-3-71-156-92 | BW   |
| Lange Äcker (Standort)      | Bildstock | Kalksteinpfeiler mit Laterne und Gemälde, 18./19. Jahrhundert | D-3-71-156-91 | BW   |

### Sigl
| Lage              | Objekt                 | Beschreibung                                                                                        | Akten-Nr.     | Bild |
| ----------------- | ---------------------- | --------------------------------------------------------------------------------------------------- | ------------- | ---- |
| Sigl 3 (Standort) | Dreifaltigkeitskapelle | Teils verputzter Werksteinbau mit Satteldach und Dachreiter, bezeichnet mit „1847“; mit Ausstattung | D-3-71-156-93 | BW   |

### Sorghof
| Lage             | Objekt         | Beschreibung                                                                 | Akten-Nr.     | Bild |
| ---------------- | -------------- | ---------------------------------------------------------------------------- | ------------- | ---- |
| Schulstraße 1 () | Bildstock      | schmiedeeisernes Kreuz auf hohem Kalksteinsockel, 2. Hälfte 19. Jahrhundert  | D-3-71-156-95 |      |
| Schulstraße 1 () | Kriegerdenkmal | reliefierter und kreuzbekrönter Obelisk auf hohem Inschriftenpostament, 1920 | D-3-71-156-94 |      |

## Ehemalige Baudenkmäler
In diesem Abschnitt sind Objekte aufgeführt, die früher einmal in der Denkmalliste eingetragen waren, jetzt aber nicht mehr. Objekte, die in anderem Zusammenhang also z. B. als Teil eines Baudenkmals weiter eingetragen sind, sollen hier nicht aufgeführt werden. Aktennummern in diesem Abschnitt sind ehemalige, jetzt nicht mehr gültige Aktennummern.

| Lage                                     | Objekt                       | Beschreibung                                | Akten-Nr.     | Bild            |
| ---------------------------------------- | ---------------------------- | ------------------------------------------- | ------------- | --------------- |
| Vilseck Klostergasse 4 (Standort)        | Ackerbürgerhaus              | 18. Jahrhundert Nischenfigur St. Franziskus | D-3-71-156-37 | Ackerbürgerhaus |
| Vilseck Klostergasse 5 (Standort)        | Ackerbürgerhaus              | 16./17. Jahrhundert, mit Laubengang         | D-3-71-156-38 | BW              |
| Vilseck Klostergasse 6, 6 a (Standort)   | Ackerbürgerhaus              | 17. Jahrhundert, mit Krüppelwalm            | D-3-71-156-39 | BW              |
| Heroldsmühle Am sogenannten Kreuzberg () | Steinkreuz                   | Stark verwittert, wohl spätmittelalterlich  | D-3-71-156-77 |                 |
| Hohenzant Hohenzant 1 (Standort)         | Wohnhaus eines Dreiseithofes | 18. Jahrhundert, Satteldachbau              | D-3-71-156-78 | BW              |